# Botykapeterd
Botykapeterd község Baranya vármegyében, a Szigetvári járásban.

## Fekvése
Baranya vármegyében, Szigetvártól keletre kb. 5 km-re, Nagypeterdtől nyugatra 2,5 km-re a 6-os főúton található a Botyka, attól kb. 1,5 km-re északkeletre a Kispeterd nevű falurész.

## Története
Botykapeterd település két különálló falu, Botyka és Kispeterd egyesítéséből jött létre 1931-ben.
Botyka Árpád-kori település, személynévi eredetű nevét az oklevelek 1258-ban említették először Boghka alakban írva, de előfordult a Bathka és a Bogyka írásmód is. A települést nemesek lakták, köztük a 13. században a Bece család, akikről Beceszeg település (ma Becefa néven Szigetvár része) a nevét kapta. A botykai nemesek birtokai 1258-ban a mai Boldogasszonyfán 1313-ban Pállaka, 1294-ben Győri településen voltak. 1330-ban a botykaiak közül 7 nemes szerepelt tanúként. 1332-ben papja 10, 1334-ben 5, 1335-ben 10 báni dénár pápai tizedet fizetett.[forrás?] A település a török időkben sem néptelenedett el, folyamatosan lakott maradt, 1554-ben például 13, 1565-ben 23, 1571-ben 25 családtól szedtek adót. 1689-ben az addigi mélyebb fekvésű, „posványos”-nak mondott területről a település új, mai, dombosabb helyére költözött. 1767-ben, amikor a falu urbáriumot kapott, 61 telkes jobbágy és két zsellér lakta, igaz, egy családra mindössze nagyjából 10 holdnyi termőföld jutott. 1842-ben 353 lakosa volt.
Kispeterd szintén Árpád-kori: szintén személynévből származó neve a régi forrásokban Petherd, Perurdy és Kys Petherd alakokban is szerepelt. Egy monda szerint az álruhás Mátyás király itt szeretett bele egy Peterd nevű erdész lányába: a történet szerint az ő emlékére építtette a király azt a templomot, amely körül a település később kialakult. Az viszont már valóság, hogy 1767-ben 22 jobbágy és két zsellér művelt földet, Botykához hasonlóan itt is kis területűt, egy család átlagosan körülbelül 12 holdat. 1842-ben Kispeterdnek 248 lakója volt.
A települések lakói a 16–17. században térhettek át a református vallásra. Bár Botykán már a 18. században is épültek fatemplomok, a ma is álló református templom az 1820-as években épült.

## Közélete

### Polgármesterei
- 1990–1994: Pál János (független)[6]
- 1994–1998: Pál János (független)[7]
- 1998–2002: Pál János (független)[8]
- 2002–2006: Pál János (független)[9]
- 2006–2010: Pál János (független)[10]
- 2010–2014: Gellér Jánosné (független)[11]
- 2014–2019: Gellér János Istvánné (független)[12]
- 2019–2024: Gellér Jánosné (független)[13]
- 2024– : Gellér Jánosné (független)[1]

## Népesség
A település népességének változása:
| Lakosok száma | 329  | 347  | 341  | 332  | 326  | 323  | 311  | 319  |
|               | 2013 | 2014 | 2015 | 2019 | 2021 | 2022 | 2023 | 2024 |

A 2011-es népszámlálás során a lakosok 98,8%-a magyarnak, 14,6% cigánynak, 0,3% németnek, 0,3% örménynek mondta magát (1,2% nem nyilatkozott; a kettős identitások miatt a végösszeg nagyobb lehet 100%-nál). A vallási megoszlás a következő volt: római katolikus 63,2%, református 21,7%, evangélikus 0,3%, görögkatolikus 0,3%, felekezeten kívüli 10,2% (3,7% nem nyilatkozott).
2022-ben a lakosság 87%-a vallotta magát magyarnak, 5% cigánynak, 0,3% bolgárnak, 0,3% németnek, 3,1% egyéb, nem hazai nemzetiségűnek (12,1% nem nyilatkozott; a kettős identitások miatt a végösszeg nagyobb lehet 100%-nál). Vallásuk szerint 17,6% volt római katolikus, 6,5% református, 0,6% görög katolikus, 13,9% felekezeten kívüli (61,3% nem válaszolt).

## Nevezetességei
Mivel Botykapeterd két település egyesítésével jött létre, így a mai faluban két református templom is található. A botykai templom 1822-től 1827-ig épült.